# 深夜番組
深夜番組（しんやばんぐみ）とは、概ね23:00頃から翌日5:00頃までの時間帯に放送されるテレビ番組・ラジオ番組である。

## 概要
1980年代以降、テレビの23時台は24時以降と区別される場合があり、単に「深夜番組」と言う場合、23時台を含まない「狭義の深夜番組」を指す例も多く見られる。23時台の全局合計視聴率は概ね40〜60%前後と、プライムタイムの70%前後に次ぐ視聴者層が居ることから、コマーシャルの放送料金設定は放送局や地域によって適用時間が若干異なるが、23時台のタイムランク（時間帯別スポットランク）は概ね平日昼のランチタイム（12 - 13時台）・土休日の昼間時間帯や18時台と同じ「特B」（=「SB」ともいう。プライムタイム=「A」ランクより安く、全日の平日朝・昼の時間帯=「B」ランクより高い料金）に設定されており、広告媒体としても23時台はかなり重要な位置を占めていると認識されている。

## ラジオ
ラジオにおいては深夜放送とも呼ばれ、受験生や長距離輸送のトラック運転手などに好んで聴かれていた。新しいパーソナリティ発掘の面もあり、近代ラジオで活躍している人は昔深夜番組を担当していた場合も多い。テレビアニメなどの声優が担当する聴取者を特定した番組も多くなっているが、『オールナイトニッポン』（ニッポン放送・NRN系）や『JUNK』（TBSラジオ・JRN系）の様にお笑いタレントや歌手などを起用する場合もある。『オールナイトニッポン』（1:00 - 3:00）、『日野ミッドナイトグラフィティ 走れ!歌謡曲』（2021年3月終了）、『あなたへモーニングコール』（2013年3月終了）を除く番組がローカルセールス枠となっている。

## テレビ
テレビの場合、ニュース番組の最終版や就寝時間が近いこともあり、安眠感を誘う様な娯楽番組（具体的には大人向けの落ち着いた音楽番組など）および放送枠の埋め合わせ的に劇映画や海外のドラマなどを再放送し、また、特別な場合、つまり海外での主要なスポーツ試合・国政選挙・台風などの自然災害や年越しなどの場合、それらの中継・特別番組を放送するのが、草創期以来の基本形だった。なお、1970年頃までは夜更かしの習慣が少なかったこともあり夜10時台に放送される番組も深夜番組として見られていたが、1971年よりビデオリサーチ社による視聴率調査区分において、ゴールデンタイムに夜10時台を加えた「プライムタイム」という区分が新たに加わり、これ以降22時台はゴールデンタイムに準ずる時間と認識されるようになっていった。
また、一部の民放局の放送枠に於いて、深夜以外の時間帯では刺激の強すぎるとされる娯楽が扱われることもあり、そのイメージで深夜枠を捉える人も多い。
本放送が深夜であっても、再放送は昼の時間帯などで放送される場合もある（NHK総合テレビのミッドナイトチャンネルは2003年以後、ゴールデン・プライム枠の再放送を定時で行うようになっている）。また民放ではキー局が深夜帯での放送であっても、地域によっては日中やプライムタイムの放送となる場合もある（2003年には『らいむいろ戦奇譚』を夕方に放送したサンテレビに対して放送倫理・番組向上機構（BPO）が回答要請を行った事例がある）。

### 歴史

#### 〜1980年代中盤
1965年に『11PM』（日本テレビ・読売テレビ）の放送が開始。これが深夜番組のパイオニアとなり、1990年の番組終了までの25年に亘って大きな影響を与えた。
民放の深夜放送には「お色気」が絶賛を博した時代が長かったため、キャバレーやラブホテルといった風俗店が深夜番組のスポンサーに付いていたことが多く、これらのCMが80年代までは多く見受けられた。
一方、それらに対して「報道のTBS」「ドラマのTBS」のキャッチフレーズに象徴されるTBSや、「母と子のフジテレビ」に象徴される1970年代までのフジテレビはこの様なCMを一切放送しなかった。両局は、1998年までは深夜といえども消費者金融のCMを放送しなかった事でも知られる（地方局ではTBS・フジ両系列であってもこれらのCMが放送される場合がある）。
この間、第一次及び第二次のオイルショックの際、節電のためテレビジョン放送の放送休止を行い、深夜番組はその影響を受けた。第一次オイルショック（1973年 - 1974年）に際しては、郵政省が1973年11月20日、各テレビ局に深夜放送の自粛を要請。各社は翌年1月期の改編（NHK：1974年1月7日、民放：1月16日）からこれに応じた。NHKは日中の放送自粛に加え深夜（23時から早朝まで）に放送を休止。在京民間放送各局では、0時30分以降の放送を休止した。第二次オイルショック（1979年）の際も、郵政省が、各テレビ局に深夜放送の自粛を要請。同年6月以降、NHK総合は日 - 木曜は原則23時15分、金・土曜は0時00分で放送終了した。民放各社では、第一次オイルショックの放送自粛の際に浮いた石油消費量が微量であったこともあり、ジャーナリズムへの公権力介入の文脈から反発が出たが、6月4日にフジテレビが4時30分終了の編成を3時5分終了に繰り上げたのを皮切りに、7月にはほぼ全社が要請に応じた。
オイルショックが沈静化した1980年以後、フジは「楽しくなければテレビじゃない」のキャッチフレーズの下、軽チャー路線への転換を進めた。1983年に『オールナイトフジ』（フジテレビ）のリメイク版の放送が始まった事で、民放各局で生放送型深夜番組のブームが起こった。
しかし、これらの中には性風俗を取り上げる番組もあり、1985年には衆議院でも問題になり当時の中曽根政権が郵政省（現：総務省）を通じて深夜番組自粛を通告する事態となった結果、同年4月以降は放送を打ち切りや放送内容の変更を余儀なくされる番組が続出した（ただし、元祖であった『オールナイトフジ』自体は放送内容を変更し1991年まで放送が続いている）。また、風営法が1985年に改正され風当たりが強くなった。
お色気以外のジャンルの番組も無論多く放送され、1980年代初頭に土曜深夜にTBSで放送されたベストセラー紹介番組『ザ・ベストセラー』や、1970年より放送が始まり、今日も続く日本テレビ日曜深夜の『NNNドキュメント』などがその代表である。

#### バブル期
性風俗に代わり、1980年代末からは、フジテレビ「JOCX-TV2」枠に代表される他の時間帯とは異質の娯楽番組（視聴率度外視・マニア向け、低予算、関係者・出演者が若手メイン、ソフトコアなお色気といったドラマやバラエティ番組）や情報番組が放送されるようになった。
これらの番組は原則的に関東ローカル（キー局制作の場合）であり、人気番組でも地方局では放送しないか、遅れ放送（昼間やプライムタイムのローカル時間帯に放送する事も多い）の場合も多かった。しかし、『イカ天』や『カノッサの屈辱』などの、社会現象になった番組も多い。
1987年秋、フジテレビとTBSが24時間放送を開始、これを受け翌1988年春からは、残りの民放各局も終夜放送もしくはそれに準ずる編成へと移行し、首都圏の民放各局が24時間放送体制を開始する。また、先発である2局がそれぞれ、深夜枠に「レーベル」を設定（フジテレビ「JOCX-TV2」→「JOCX-TV PLUS」など、TBS「パーソナル6」）、後発局の一部にも追随の動きがみられた（日本テレビ「NiteWalk NTV（ナイトウォーク）」→「NTV MIDNIGHT」→「劇的時間帯（ドラマティック・アワー）」→「ONLY 4 YOU」→「AX（アックス）」）。
この流れに伴い、一部の放送局では空いた時間の埋め合わせも兼ねて在阪放送局制作の人気深夜番組をネットすることとなり、『鶴瓶上岡パペポTV』（読売テレビ制作、日本テレビでは1988年10月からネット開始）を始めとする、一部の関西発の深夜番組が全国区で人気を獲得する例も出てきた。ただし、1991年の一時期に湾岸戦争の影響による省エネルギー対策のため、3:00頃から放送休止していた（2010年代時点でも月曜未明など、2:00頃から4:00の間放送を休止している）。

#### バブル崩壊期から1990年代末
1980年代後半あたりから平日23時台が全般的に報道枠へと変化しており、『NEWS23』（TBS）や『ワールドビジネスサテライト』（テレビ東京）など看板番組になったものも多くなった。その他、F1などモータースポーツ（主に録画）や欧米の各種競技の中継などスポーツ番組が増え、従来の深夜バラエティ番組が平日23時から追い出されつつあった。
この流れに一石を投じたのが1993年から放送が開始された『ネオバラエティ』（テレビ朝日）である。同局は平日22時台に『ニュースステーション』（現：『報道ステーション』）を編成しているため、その代替の意味もあって平日23時台にバラエティ番組を編成した。これが新しい視聴者層の掘り起こしに成功し、NHKやフジテレビなども参入して競合番組も現れた。
従来より23時台は週末においてはプライムタイム枠に次ぐ時間帯として『ねるとん紅鯨団』や『夢で逢えたら』などの数々の人気番組を世に出したが、これ以降23時台は平日においてもプライムタイムよりも視聴者層を限定した番組や実験的な企画が許容されることに加え、0時以降の深夜番組よりも番組の成否が「視聴率」という形で現れやすいという双方の面を兼ね備えている時間帯として認識されることとなり、『ネオプライム』という時間帯の商業価値の向上に大きく寄与することとなっていった。
お色気番組については1990年代末まではテレビ東京を中心にかろうじて存在していたが、その後地上波ではほぼ絶滅状態となった。
この他、3大都市以外からも人気になる深夜番組が生まれ、北海道テレビ放送が制作したバラエティ『水曜どうでしょう』が全国的な人気を集めた。

#### 2000年代以降
2000年代は人気のある深夜番組をゴールデンタイムや、22時台（プライムタイム）に移動させる1990年代以来の方法が増加。成功してさらなる人気を得た例は少なくないが、番組本来の魅力が薄れて低視聴率となり短期間で打ち切られた例も多い。このため深夜枠での放送を温存しつつ、別枠でゴールデンタイム版を並行して放送する手法を取られる例もある（テレビ朝日が多用する手法で、シルシルミシル → シルシルミシルさんデー、お願い!ランキング → お願い!ランキングGOLD）。
こうして深夜帯がゴールデン予備軍を中心としたエリアとなり、深夜特化のコンテンツは減少傾向となったが、その穴を埋めるように大都市圏では深夜アニメの割合が高まっていった。
TBSでは『ワンダフル』の後継番組『pooh!』が打ち切られた後もTBSは深夜バラエティの制作を手掛けて来たが、両番組の頃と比べるとTBS制作の深夜番組を同時ネットする系列地方局が減りつつあり、当該時間帯に毎日放送・CBCテレビ・北海道放送が制作する番組やTBS制作の遅れネット番組をネットしたり、他系列番組や再放送を放送する地方局が増えている。また、キー局製作の中でもキー局だけの関東ローカル番組も増えている。
地方局では終夜放送ながら深夜番組をネットしないところも多く、テレビショッピングや系列の24時間ニュース（日テレNEWS24、TBSニュースバード等）などが多く流されている。
2025年4月現在において各系列における平日の深夜ローカル枠の対応は以下のとおりである（系列全局で同時ネットされている番組は除く）。
- 日本テレビ系列フルネット28局・テレビ大分・テレビ宮崎 ：『プラチナイト』（月 - 木曜）・『news zero』（金曜）の直後枠は各局別編成。
- 朝日放送テレビを除くテレビ朝日系列フルネット23局 ：『スーパーバラバラ大作戦』（第1部・第2部、月 - 水曜）・『アメトーーク!』（木曜）・『金曜ナイトドラマ』（金曜）の直後枠は各局別編成。
  - 朝日放送テレビは『ナイトinナイト』（月 - 木曜）・『探偵!ナイトスクープ』（金曜）を放送後、『スーパーバラバラ大作戦』（第1部・第2部、火曜未明 - 木曜未明（月曜深夜 - 水曜深夜））・『アメトーーク!』（金曜未明 （木曜深夜））・『金曜ナイトドラマ』（土曜未明 （金曜深夜））を放送。
- TBS系列28局：月・火・水・金曜は『news23』の直後枠は各局別編成。金曜未明（木曜深夜）は『スーパーアニメイズムTURBO』の直後枠は各局別編成。
- フジテレビ系列フルネット26局：『FNN Live News α』の直後枠は各局別編成。

### 関西における深夜番組
関西地方では、伝統的に深夜枠に関しては、自社制作率が高く人気番組も多く存在した為、全国放送に近いネットを持つ、関東制作の深夜番組でもネットされないと言う事がある（例えば、TBSの『ワンダフル』やテレビ朝日の『トゥナイト2』など。ちなみに『ワンダフル』の枠では『痛快!明石家電視台』、『たかじんONEMAN』、『乾杯!トークそんぐ』、『今夜はえみぃ〜GO!!』、『トゥナイト2』の枠では『ナイトinナイト』、『探偵!ナイトスクープ』と言った人気番組があった）。ネットされる場合でも、時差放送であったり、遅れての放送である場合が多い。
関西地方で独自の番組編成が多く組まれることとなった理由は、深夜テレビ番組の黎明期にまで遡ることができる。前述にもあるように1960〜80年代は関東地区を中心に「深夜といえばお色気番組」という認識が強く、お色気を前面に出した番組が多く制作されている時代があった。しかし、関西では読売テレビを除く各局においてお色気番組そのものが局関係者（特にかつて毎日放送社長だった高橋信三）に受け入れられず、深夜であってもエロ・グロは忌み嫌われる存在と認識されていたことや、また関西にはお笑い芸人を中心としたタレントが多く居たことから、東京の番組をネットしなくても自局で番組を制作し放送することが十分可能であったことなどが理由として挙げられる。
前述の歴史的背景があること、また視聴者の嗜好にも東西間で差があることなどから、現代においても深夜枠は自社制作率が高い状況が続いている。
終夜放送に関しては、1995年の阪神・淡路大震災以後、朝日放送テレビ（当時は朝日放送本体のテレビ局）が、放送休止時間帯（概ね午前3 - 4時台）に、フィラーの一環として、当時の大淀にあった社屋のお天気カメラからの映像を終夜放送したのが始まりとされる。その後、読売テレビ放送が「NNN24（現：日テレNEWS24）」の、MBSテレビ（開始当初毎日放送本体のテレビ局）が「JNN→TBSニュースバード（現：TBS NEWS）」の同時放送を深夜のフィラー帯で行うようになり、以後、テレビ大阪以外の各局も深夜枠の拡充で追随するようになる。

### NHKにおける深夜番組
NHKは総合・教育共に基本的には深夜放送と無縁だった時代が長かった。1970年代前半までは24時までだったが、オイルショックの影響でその後1974年に23時終了に短縮。その後は総合テレビは23:15（週末だけ24:00）に放送終了、放送開始は6:00という時代が続いた。教育テレビはその後24時までの放送をすぐに再開している。総合テレビの24時までの放送延長は1984年4月まで待たねばならなかった。
例外は、台風などの接近が予想される場合や、海外でオリンピックなどのスポーツ中継がある場合、『ゆく年くる年』に代表される年越し番組が放送される場合（12月31日深夜〜1月1日未明）などである。その他、1978年に未明にサッカーワールドカップ（アルゼンチン大会）を放送した事例もある。
NHK総合テレビが深夜枠を重視する様になるその先駆けとなった番組は、1985年放送の『スタジオL』である。その後、衛星放送の開始などもあり、民放には遅れたが1990年代半ばから深夜枠の大幅拡大、さらには終夜放送に至った。NHKの場合は、公共放送としての性格上、深夜時間帯に突発的な災害や大事件などが発生した場合への迅速な対応も兼ねて終夜放送を行っている（ラジオの深夜番組である『ラジオ深夜便』もこれと同様の体制を取っている）。

#### 環境問題を理由とした深夜放送中止
かつて第1次オイルショックの頃には、省エネルギーのために民放各局は郵政省（現在の総務省）によって深夜24時以後の放送を休止し、NHK総合とNHK教育は日中も一部放送を休止、さらに独立県域UHFの一部では日中の放送を休止してカラーバーを放送するか停波の状態にして、夕方〜夜間の時間帯のみに放送した時期があった。
2008年に京都議定書の効力が発生し、日本にとって二酸化炭素排出量の削減は待ったなしとなった。このため、政府・与党内で「対策の一環としてテレビの深夜放送を自粛すべきだ」という意見が浮上していた。こうした意見を行う議員の念頭には、1970年代のオイルショック時に深夜放送を自粛した事があるものと見られている。
しかし、NHKは災害対策基本法などの有事諸法制度により緊急時に行政からの情報を放送で伝える義務を負っており、終夜放送に本腰を入れる事になったのもこれが前提となっている。さらに、2007年10月1日から緊急地震速報制度が始まった事がこれに拍車をかけている。実際、一旦放送用の送信機の電源を切ると、再起動させ放送が可能になるまでに30分程度要し、緊急放送に対応することが出来ない。NHKが休止する場合は、こうした非常事態への対処をどうするのかという問題が重くのしかかることとなる。また、災対法では義務を負っていない民放も近年整備された有事諸法ではNHK同様の義務があるため、法令義務をどう担保するかという課題が浮上する事となる。また、生活の多様化やテレビの個人所有が進んだことなどにより、かつてはと違い、深夜・早朝であっても少数とは言え一定の視聴者が存在しており、そのニーズを無視出来ないという面もある。
NHK教育テレビ（2011年6月より「NHK Eテレ」）は2000年4月から、総合テレビの放送休止を補完する目的も含め、第2・4日曜深夜と特定メンテナンス日（地域単位）を除く毎日24時間放送を行っていたが、一連の不祥事などからの立て直しのため、2006年4月に24時間放送を廃止、3・4時台を休止枠に充てていた。
NHKの福地茂雄会長（当時）は、2008年4月の『地球エコ2008』で、上記の影響を受けない教育放送系統のさらなる放送時間短縮を検討していく事を明らかにしていたが、同年7月の定例会見で、秋改編に於ける実行を検討している事を発表した。
そのテスト例として、同月6日は第1次オイルショック以来34年ぶりとなる23:00での放送終了となり、7日（翌日）5:00まで放送休止となった。しかし、翌朝の「NHKニュースおはよう日本」の放送開始前（4:30）までに「2008ウインブルドンテニス男子決勝」が決着しなかったため、教育テレビの7日の放送開始時刻を当初予定の5:00から4:25に急遽前倒しした上で、4:30から教育テレビで試合終了（5:35で番組終了）まで放送する皮肉な結果となった。これは「おはよう日本」のその日のメインニュースが「洞爺湖サミット」関連ニュースを中心に放送していたための緊急処置と見られる。
なお、同年9月のNHK首脳定例会見に於いて、次期経営計画案を先取りする形で、具体的な方針が明らかにされた。教育テレビの深夜の編成を抜本的に見直し、アナログ放送については通常放送終了後停波、砂嵐を復活させるというものである。なお、当初検討されていた「高校講座ライブラリー」の廃止についてはデジタル技術の積極的活用を謳った次期経営計画との絡みやNHK学園高等学校の態勢作りとの関係もあり、先送りされた模様である。
同年12月29日には、「-地球エコ」のキャンペーンによる放送時間短縮実験の第2弾として、当日の放送を12時30分-21時30分の9時間のみに設定する試みを行ったが、以後の大規模な放送時間の長時間休止を伴うキャンペーンは行っていない。その後も放送終了が2時台〜3時台で推移していたが、2012年度から1時台終了に繰り上げる日も増え、2021年度は水曜深夜のみ1時終了である以外は、原則24時台での放送終了となっており、月・火・木・土曜日は24時台前半で放送を打ち切っている。また早朝放送に関しても、1999年以後5時だったのを、2012年から一部の曜日（主に週末）を除き5:30に繰り下げて、停波（電波送出停止）の時間を拡大して地球温暖化の抑制につなげるとした。
これについて、前述の2007年12月29日の特番において、「なぜ教育テレビで休止なのか」という問い合わせがあったが、「総合編成を行う、総合テレビ、ラジオ第1、FMラジオでは災害基本法に基づく履行義務で災害時の緊急報道を重要視されていること、また衛星放送は太陽電池で放送波を出しており、それ自体からは二酸化炭素が出ないため、電波を止めたとしても電力削減にはつながらない」という理由から、大規模地震などの例外を除き、緊急報道の影響を受けることが少ない教育テレビ（Eテレ）が選ばれたとしている。